# Graceland (album)
Graceland je sedmé sólové studiové album amerického hudebníka Paula Simona, vydané v roce 1986. V hitparádě Billboard 200 se umístilo na třetí příčce, zatímco v britské UK Albums Chart a několika dalších na první. V mnoha zemích dosáhlo platinové desky.

## Seznam skladeb
| Strana 1 | Strana 1                           | Strana 1                               | Strana 1 |
| Pořadí   | Název                              | Autor                                  | Délka    |
| -------- | ---------------------------------- | -------------------------------------- | -------- |
| 1.       | The Boy in the Bubble              | Forere Motloheloa, Paul Simon          | 3:59     |
| 2.       | Graceland                          | Simon                                  | 4:48     |
| 3.       | I Know What I Know                 | General MD Shirinda, Simon             | 3:13     |
| 4.       | Gumboots                           | Lulu Masilela, Jonhjon Mkhalali, Simon | 2:44     |
| 5.       | Diamonds on the Soles of Her Shoes | Joseph Shabalala, Simon                | 5:45     |

| Strana 2       | Strana 2                                         | Strana 2         | Strana 2 |
| Pořadí         | Název                                            | Autor            | Délka    |
| -------------- | ------------------------------------------------ | ---------------- | -------- |
| 1.             | You Can Call Me Al                               | Simon            | 4:39     |
| 2.             | Under African Skies                              | Simon            | 3:37     |
| 3.             | Homeless                                         | Shabalala, Simon | 3:48     |
| 4.             | Crazy Love, Vol. II                              | Simon            | 4:18     |
| 5.             | That Was Your Mother                             | Simon            | 2:52     |
| 6.             | All Around the World or the Myth of Fingerprints | Simon            | 3:15     |
| Celková délka: | Celková délka:                                   | Celková délka:   | 34:03    |

## Obsazení
- Paul Simon – zpěv, kytara, synclavier, baskytara, doprovodné vokály
- Rob Mounsey – syntezátor
- Ray Phiri – kytara
- Adrian Belew – kytarový syntezátor, kytara
- Demola Adepoju – pedálová steel kytara
- Daniel Xilakazi – kytara
- Sherman Robertson – kytara
- César Rosas – kytara, doprovodné vokály
- David Hidalgo – kytara, akordeon, doprovodné vokály
- Conrad Lozano – baskytara
- Alonzo Johnson – baskytara
- Lloyd Lelose – baskytara
- Bakithi Kumalo – baskytara
- Isaac Mtshali – bicí
- Vusi Khumalo – bicí
- Petrus Manile – bicí
- Alton Rubin, Jr. – bicí
- Louie Pérez – bicí
- Steve Gadd – bicí
- Makhaya Mahlangu – perkuse
- Ralph MacDonald – perkuse
- Youssou N'Dour – perkuse
- Babacar Faye – perkuse
- Assane Thiam – perkuse
- James Guyatt – perkuse
- Lulu Masilela – trmburína
- David Rubin – valcha
- Alton Rubin, Sr. – akordeon
- Jonhjon Mkhalali – akordeon
- Forere Motloheloa – akordeon
- Barney Rachabane – saxofon
- Mike Makhalemele – saxofon
- Teaspoon Ndela – saxofon
- Lenny Pickett – saxofon
- Earl Gardner – trubka
- Alex Foster – saxofon
- Ronnie Cuber – saxofon
- Jon Faddis – trubka
- Randy Brecker – trubka
- Lew Soloff – trubka
- Alan Rubin – trubka
- Dave Bargeron – pozoun
- Kim Allan Cissel – pozoun
- Morris Goldberg – píšťalka, saxofon
- Johnny Hoyt – saxofon
- Steve Berlin – saxofon
- The Everly Brothers – zpěv
- The Gaza Sisters – zpěv
- Diane Garisto – doprovodné vokály
- Michelle Cobbs – doprovodné vokály
- Ladysmith Black Mambazo – zpěv
- Joseph Shabalala – zpěv
- Linda Ronstadt – zpěv v písni Under African Skies